# Hit the Lights
Hit the Lights — сингл американской группы Selena Gomez & the Scene с их третьего студийного альбома When the Sun Goes Down, записанного в 2011 году. Песня была написана Лэем Хэйвудом, Дэниелом Джеймсом и Тони Нилссоном. Выпуском песни занимались Хэйвуд и Дэниель Прингл. Музыка — в темпе электронной танцевальной. Текст песни повествует о сиюминутной жизни и о том, что надо рисковать.

## Отзывы критиков
Песня получила положительные отзывы критиков и вошла в первую тридцатку хитов в чартах Бельгии и дебютировала в канадской Hot 100 под 93 номером.

## Видеоклип
На песню 16 ноября 2011 года был выпущен видеоклип. На видео Гомес играет с друзьями на поле, а затем ночью бегает вокруг города.

## Чарты
«Hit the Lights» впервые вошла в чарты Бельгии на 44 место и в чарт Фландрии Ultratip. В следующую неделю песня перешла на 29 место. Также песня дебютировала в Canadian Hot 100 на 93 месте и пробыла там неделю до 3 декабря 2011.
| Чарт (2011-12)                             | Наивысшее место |
| ------------------------------------------ | --------------- |
| Аргентина (Top 100 Singles)                | 90              |
| Бельгия/Фландрия (Ultratip Bubbling Under) | 11              |
| Канада (Canadian Hot 100)                  | 55              |
| Словакия (Rádio — Top 100)                 | 33              |
| Россия (EMI)                               | 67              |